# Jules Pierre Van Biesbroeck

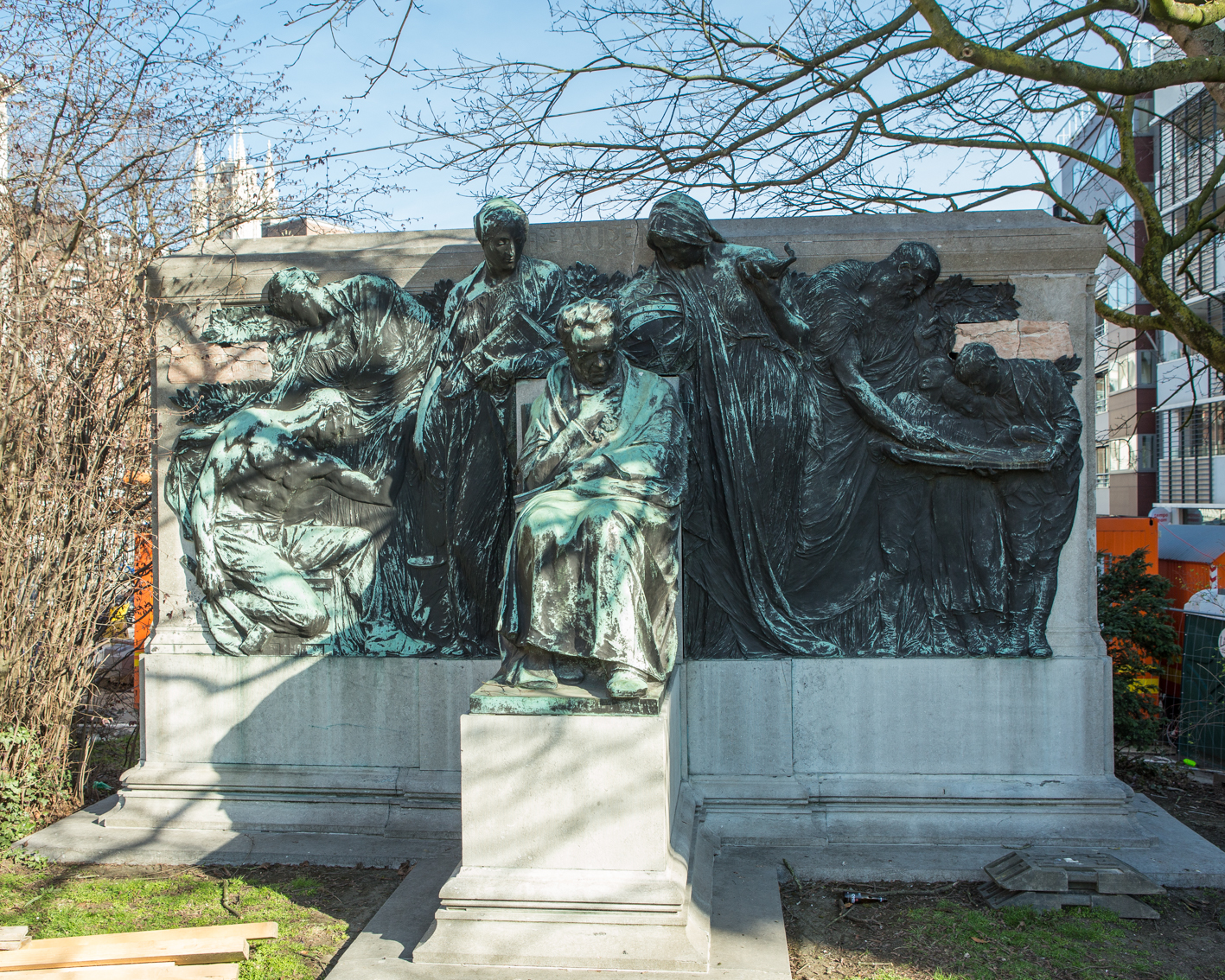
Standbeeld voor François Laurent op het gelijknamige plein te Gent, ontworpen door Jules van Biesbroeck

Jules Pierre Van Biesbroeck, geboren Julius Pieter Emmanuel van Biesbroeck (Portici, 25 oktober 1873 — Brussel, 27 januari 1965), was een Belgisch tekenaar, schilder, beeldhouwer en ontwerper. Hij is voornamelijk gekend vanwege zijn landschap- en portretschilderijen, zijn schilderijen met oriëntalistische thema's en diverse sculpturen.

## Biografie
Van Biesbroeck komt uit een familie van kunstenaars uit Gent, zijn vader was Jules Evarist Van Biesbroeck en zijn oom was Louis Pierre Van Biesbroeck. Van Biesbroeck werd geboren in Italië gedurende een langdurige reis van zijn ouders. Toen hij twee jaar oud was keerde het gezin weer terug naar Gent. De eerste stappen op het gebied van kunst zette hij in het atelier van zijn vader, later vervolgde hij zijn opleiding aan de Koninklijke Academie voor Schone Kunsten van Gent. Op jonge leeftijd, 15 jaar, debuteerde hij op de Salon des Champs-Elysées in Parijs met zijn schilderij Le lancement d'Argo. Een schilderij dat goed werd ontvangen maar ook voor enige ophef zorgde vanwege het getoonde naakt en waarvan hij werd verzocht om het te komen bedekken. Van Biesbroeck zou ook deelnemen aan de De Prijs van Rome in België en daar twee keer tweede worden.
Naast het schilderen bekwaamde Van Biesbroeck zich ook in het beeldhouwen. Een aantal van zijn sculpturen zijn te vinden in de openbare ruimte van Gent, waaronder het beeld voor François Laurent op het François Laurentplein.
Bij het uitbreken van de Eerste Wereldoorlog in 1914 vlucht Van Biesbroeck naar Bordighera in Italië en vanaf 1927 verbleef hij zich Algerije, meestal in Algiers en soms in Bou Saâda. Het licht en de omgeving van Algerije voegde lichtere kleuren toe aan zijn palet en hij voegde oriëntalistische onderwerpen toe aan zijn oeuvre.
In 1936 keert Van Biesbroeck terug naar Gent. Hij was nauw betrokken bij de Gentse Socialistische Arbeidersbeweging en voerde diverse opdrachten uit voor de partij. Naast affiches, ontwierp hij wagens, beelden en panelen voor de 1 meivieringen in Gent. Het socialisme in Gent en aandacht voor de arbeidersklasse staan bij Van Biesbroeck sinds jonge leeftijd al centraal in zijn werk.

## Erkenning
In de Gentse deelgemeente Gentbrugge is er een straat genoemd naar Jules Van Biesbroeck.

## Beelden
| Geplaatst | Omschrijving               | Straat                      | Plaats | Materiaal |
| --------- | -------------------------- | --------------------------- | ------ | --------- |
| 1902      | De Mastplanters            | Citadelpark                 | Gent   | brons     |
| 1908      | François Laurent           | François Laurentplein       | Gent   | brons     |
| 1910      | Schoonheid-kracht-wijsheid | Paul de Smet de Naeyerplein | Gent   | brons     |
| 1927      | Edmond van Beveren         | Citadelpark                 | Gent   | brons     |